# ФК Вучитрн
ФК Вучитрн је клуб из Вучитрна, Србија. Основан је 1922. године, а тренутно домаће утакмице игра на  стадиону Ферки Алију.

## Историјат
Клуб је основан 9. маја 1922. године и најстарији је фудбалски клуб на Косову и Метохији. Током година након Другог светског рата, Вучитрн је постао познат по стварању младих играча унутар клуба. Многи од ових играча су пребачени у друге југословенске фудбалске клубове као што су Приштина и Трепча због тога што су ови клубови једно време играли у Првој лиги Југославије.
Године 2012. клуб је купила локална фабрика за галванизацију челика, Llamkos GalvaSteel. Када су клуб преузели Llamkos GalvaSteel и Core Group, одмах су извршена улагања која су резултирала освајањем титуле у 2013/14. године што је била прва у његовој историји. Llamkos GalvaSteel се тада дистанцирао од клуба као и власник клуба Јетон Садику, остављајући финансирање и управљање у рукама општине Вучитрн.

## Тренери клуба
- Ајет Шошоли (фебрубар 1973—1975)[7]
- Исмет Муниши (март 2013—октобар 2014.)
- Беким Шотани (јул 2015—7. децембар 2015.)
- Иса Садриу (7. децембар 2015—12. јануар 2016.)[8]
- Ризван Џетулаху (12. јануар 2016—април 2016.)[9]
- Беким Шотани (13. април 2016—мај 2016.)[10]
- Иса Садриу (28. јун 2017—2. јун 2018)[11]
- Самуел Никај (14. јун 2018—23. јун 2019.)[12]
- Беким Шотани (30. јун 2019—септембар 2019.)[13]
- Антонио Тома (8. септембар 2019—22. октобар 2019.)[14]
- Фитим Лапаштица (22. октобар 2019—)[15]